# النا سوکولوا (شناگر)
النا سوکولوا (به انگلیسی: Elena Sokolova) (زادهٔ ۱۳ فوریهٔ ۱۹۹۱) شناگر اهل روسیه است.